# تيري ووكر
تيري ووكر (بالإنجليزية: Terry Walker)‏ (29 نوفمبر 1921 بيورك في المملكة المتحدة - 4 أكتوبر 1987 في الولايات المتحدة) هو لاعب كرة قدم بريطاني (وحمل سابقاً جنسية المملكة المتحدة لبريطانيا العظمى وأيرلندا) في مركز الهجوم. لعب مع نادي يورك سيتي ونادي جوول ‏ وسيلبي تاون ‏.